# Plaza de los Desaparecidos
La Plaza de los Desaparecidos (anteriormente conocida como Plaza de los Toreros, o Plaza El Breve Espacio) está ubicada en el cruce de las calles Zaragoza y Washington, a espaldas de la iglesia del Sagrado Corazón, en la zona centro del municipio de Monterrey, Nuevo León.
En 2001 la Secretaría de Obras Públicas del Estado de Nuevo León decidió remodelarla. Convocaron un concurso y el jurado seleccionó la propuesta presentada por los arquitectos Adán Lozano Arrambide y Agustín Landa Vértiz.

## Diseño
La plaza se organiza a partir de dos gestos: un talud en escuadra que contiene un espacio, en el cual hay un segundo talud, de concreto, que contiene una fuente deprimida unos metros bajo el nivel de la calle. Las vistas se abren hacia la fachada poniente del Antiguo Palacio Federal.
El punto focal del diseño es un monolito de cristal que se desplanta del espejo del agua. Durante el proceso de diseño se habló de él como una mano abierta y como una interpretación del monolito de la película 2001: Odisea en el Espacio. En términos más inmediatos, el monolito es una exploración de las posibilidades constructivas del cristal y de las armaduras de acero que en esa época empezaban a aparecer en el mercado. El uso de concreto aparente para el talud y los muros fue un gesto innovador en términos de construcción.
El gobierno estatal había colocado una escultura de bronce de Lorenzo Garza, reconocido torero regiomontano, en 1987. Al hacer la remodelación se contemplaba mover la escultura, pero los aficionados de los toros se resistieron. De hecho, la vocación taurina del espacio se vio reforzada por dos bronces más, uno de Manolo Martínez en 2007, y uno de Eloy Cavazos en 2008 por motivo de su retiro.

## Inauguración
El dos de septiembre de 2001 se inauguró la plaza con el nombre El Breve Espacio. Se prendió por primera vez la fuente y músicos amenizaron desde el escenario.
Debido a la variedad de elementos en su diseño y a que es un espacio público, los ciudadanos de Monterrey le han dado diferentes usos a la plaza. Por ser un espacio contenido, se convirtió en un refugio para personas en situación de calle. El talud externo, cubierno de pasto, se volvió un sitio de descanso para personas que trabajan en el centro. Predicadores religiosos y sus escuchas le han dado uso al escenario y las gradas.

## La Plaza de los Desaparecidos
Durante la época de mayor violencia en la memoria reciente de la ciudad, durante la Guerra contra el Narcotráfico en el sexenio del expresidente Felipe Calderón, la plaza asumió un nuevo uso y significado. Roy Rivera, un estudiante de 19 años, fue secuestrado en su casa y desaparecido. Su madre, Leticia Hidalgo, fue una de las fundadoras de Fuerzas Unidas por Nuestros Desaparecidos en Nuevo León (FUNDENL). Este grupo, integrado por familiares y amigos de personas desaparecidas, convirtieron la “Plaza El Breve Espacio” o la “Plaza de los Toreros” en la “Plaza de los Ddesaparecidos''. Comenzaron a escribir los nombres de los desaparecidos en el monolito, con la idea de visibilizar a la persona desaparecida y al encontrarla, retirar el nombre. El uso del espacio con este propósito se ha extendido también a la superficie de concreto que contiene el espejo de agua, para pintar retratos de las personas desaparecidas. 
Periódicamente se llevan a cabo actividades en la plaza en las que se reúnen integrantes del colectivo FUNDENL y decenas de familiares de personas desaparecidas para compartir ideas y exigir justicia por sus seres queridos.